# Lucheng
Pour les articles homonymes, voir Lucheng (homonymie).
Lucheng (潞城 ; pinyin : Lùchéng) est une ville de la province du Shanxi en Chine. C'est une ville-district placée sous la juridiction administrative de la ville-préfecture de Changzhi.

## Démographie
La population du district était de 203 866 habitants en 1999.